# Hayashi Tatsuo
Hayashi Tatsuo (japanisch 林 達夫; * 20. November 1896 in Tokio; † 25. April 1984) war ein japanischer Philosoph, Literatur- und Kulturkritiker.
Der Diplomatensohn Hayashi wuchs in Seattle auf. Er studierte an der Universität Kyōto Philosophie bei Nishida Kitarō. Er wurde Professor für Kulturgeschichte an der Tōyō-Universität und unterrichtete außerdem an der Tsudajuku- und der Hōsei-Universität. Nach dem Zweiten Weltkrieg übernahm er die Leitung des Verlagshauses Chūōkōron Shinsha. Hayashi arbeitete überwiegend auf dem Gebiet der abendländischen Geistesgeschichte. 1972 wurde er mit dem Asahi-Preis ausgezeichnet.